# Alexandre Moret
Pour les articles homonymes, voir Moret.
Alexandre Moret né à Aix-les-Bains (Savoie) le 19 septembre 1868 et mort à Paris le 2 février 1938, est un égyptologue français.

## Biographie
Initié à l'égyptologie par Victor Loret vers 1889, Alexandre Moret arrive en Égypte appelé par le Service des Antiquités pour établir le catalogue des Sarcophages de l'époque bubastite à l'époque saïte.
Il occupe la chaire d'égyptologie au Collège de France à partir de 1923. Il est élu membre de l'Académie des inscriptions et belles-lettres en 1926. Il est également président de la Société française d'égyptologie, directeur d'études à l'École pratique des hautes études et directeur honoraire du musée Guimet, membre du conseil de l'Association française des amis de l'Orient (1920-1938).

## Publications
- Coup d'œil sur l'Égypte primitive, Leçon d'ouverture du cours d'égyptologie professé à la Faculté des lettres, Paris, Imprimerie de A.-H. Storck, 1898.
- Du caractère religieux de la royauté pharaonique, 1902 (réimpr. Slatkine, 2007) (ISBN 978-2-05-102039-8).
- Le rituel du culte divin journalier en Égypte : D'après les papyrus de Berlin et les textes du temple de Séti Ier, à Abydos, Genève, E. Leroux, coll. « Annales du Musée Guimet. Bibliothèque d'études » (réimpr. Slatkine, 2007) (1re éd. 1902) (ISBN 978-2-05-102033-6, BNF 41487365).
- Avec P.-D.Chantepie de La Saussaye, Charles Fossey, Robert Gauthiot, Henri Hubert, P.Bettelheim, P.Bruet, Isidore Lévy et L. Lazard, Manuel d'histoire des religions, A. Colin, 1904.
- L'immortalité de l'âme et la sanction morale dans l'Égypte ancienne, E. Leroux, 1908.
- Rois et dieux d'Égypte, Armand Colin, 1911 (lire en ligne (tirage de 1937)).
- Sarcophages de l'époque bubastite à l'époque saïte, Le Caire, IFAO, 1912.
- Chartes d'immunité dans l'ancien empire égyptien, Première partie, Imprimerie Nationale, 1912.
- Mystères égyptiens, 1913.
- « Monuments égyptiens de la collection du Comte de Saint-Ferriol (autrefois au château d’Uriage, actuellement au musée de Grenoble) », Revue égyptologique, nouvelle série, tome 1, 1919, p. 1-27 et p. 163-184, avec 5 pl.
- Fragments du mastaba de Shery, prêtre des rois Péribsen et Send, E. Leroux, 1922.
- Avec Georges Davy, Des Clans aux empires : l'organisation sociale chez les primitifs et dans l'Orient ancien, Éditions Renaissance du livre, janvier 1923.
- Le Nil et la Civilisation égyptienne, La Renaissance du livre, 1926.
- La mise à mort du dieu en Égypte, P. Geuthner, 1927.
- Histoire de l'Orient, tome 1 : Préhistoire IVe et IIIe millénaires, Égypte - Élam - Sumer et Akkad - Babylone, PUF, 1929-1936.
- Histoire ancienne, Première partie, 1930.
- L'Égypte pharaonique, 1932.  — Tome II de l'Histoire de la nation égyptienne de Gabriel Hanotaux.
- Au Temps des Pharaons, Paris, Armand Colin, 1941.